# Heartland (seria)
Heartland – seria 25 powieści autorstwa Lauren Brooke. Ghostwriterem serii jest Linda Chapman.
Heartland to nazwa farmy położonej na wzgórzach Wirginii stanowiącej schronisko dla koni. Seria stanowi opowieść o przygodach nastoletniej dziewczyny Amy Fleming, która wraz z rodziną i przyjaciółmi zajmuje się leczeniem koni, które od nowa uczą się ufać ludziom.
W Polsce wydano 24 części cyklu (na dwadzieścia pięć wydanych na świecie). Na język polski wszystkie części przełożyła z angielskiego Donata Olejnik. Na podstawie cyklu książek powstał serial telewizyjny o tym samym tytule, w Polsce emitowany na kanale AXN White pt. Zaklinacze koni.

## Seria
1. Powroty (oryg. Coming Home)
2. Po burzy (oryg. After the Storm)
3. Własna droga (oryg. Breaking Free)
4. Trudne decyzje (oryg. Taking Chances)
5. Co ma być to będzie (oryg. Come What May)
6. Kiedyś zrozumiesz (oryg. One Day You'll Know)
7. Blizny przeszłości (oryg. Out of the Darkness)
8. Więzy krwi (oryg. Thicker than Water)
9. Z każdym nowym dniem (oryg. Every New Day)
10. Obietnica (oryg. Tomorrow's Promise)
11. Szczera prawda (oryg. True Enough)
12. Prędzej czy później (oryg. Sooner or Later)
13. Czarna godzina (oryg. Darkest Hour)
14. Wszystko się zmienia (oryg. Everything Changes)
15. Miłość jest darem (oryg. Love is a Gift)
16. Nic nie przychodzi łatwo (oryg. Holding Fast)
17. Czas nadziei (oryg. A Season of Hope)
18. Zacząć od nowa (oryg. New Beginnings)
19. Krok w przyszłość (oryg. From This Day On)
20. Rozstania i powroty (oryg. Always There)
21. Dziennik Amy (oryg. Amy's Journal)
22. Świąteczne wspomnienie (oryg. A Holiday Memory)
23. Za horyzontem (oryg. Beyond the Horizon)
24. Dar zimy (oryg. A Winter's Gift)
25. Pamiętne lato (oryg. A Summer to Remember)